# Linares (Nuevo León)
Linares är en kommun i Mexiko.   Den ligger i delstaten Nuevo León, i den centrala delen av landet, 600 km norr om huvudstaden Mexico City.
Följande samhällen finns i Linares:
- Linares
- La Reforma
- El Refugio
- Vista Hermosa
- El Diez
- Caja Pinta
- La Estrella
- Los Fresnos
- La Soledad
- Loma Alta
- El Brasil
- El Carmen de los Elizondo
- Rancho Viejo y la Palma
- Ranchería
- Loma el Perico
- Las Barretas
- Las Crucitas
- Parientes
- El Chamizal